# Lipid II:glicin gliciltransferaza
Lipid II:glicin gliciltransferaza (EC 2.3.2.16, N-acetilmuramoil--alanil-D-glutamil-L-lizil--alanil--alanin-difosfoundekaprenil--acetilglukozamin:6-glicin transferaza, femX (gen)) je enzim sa sistematskim imenom alanil-D-alanin-difosfo-ditrans,oktacis-undekaprenil--acetilglukozamin:glicin 6-gliciltransferaza. Ovaj enzim katalizuje sledeću hemijsku reakciju
-acetilmuramoil--alanil--izoglutaminil--lizil--alanil--alanin-difosfo-ditrans,oktacis-undekaprenil--acetilglukozamin + glicil-tRNK {\displaystyle \rightleftharpoons } -acetilmuramoil--alanil--izoglutaminil-L-lizil-(N6-glicil)-D-alanil--alanin-difosfo-ditrans,oktacis-undekaprenil--acetilglukozamin + tRNK
Enzim iz Staphylococcus aureus katalizuje transfer glicina sa naelektrisane tRNK na N-acetilmuramoil--alanil--izoglutaminil--lizil--alanil--alanin-difosfoundekaprenil--acetilglukozamin (lipid II), vezujući ga na N6 L-lizina u poziciji 3 pentapeptida.

## Literatura
- Nicholas C. Price; Lewis Stevens (1999). Fundamentals of Enzymology: The Cell and Molecular Biology of Catalytic Proteins (Third изд.). USA: Oxford University Press. ISBN 019850229X.
- Eric J. Toone (2006). Advances in Enzymology and Related Areas of Molecular Biology, Protein Evolution (Volume 75 изд.). Wiley-Interscience. ISBN 0471205036.
- Branden C; Tooze J. Introduction to Protein Structure. New York, NY: Garland Publishing. ISBN 0-8153-2305-0.
- Irwin H. Segel. Enzyme Kinetics: Behavior and Analysis of Rapid Equilibrium and Steady-State Enzyme Systems (Book 44 изд.). Wiley Classics Library. ISBN 0471303097.
- William P. Jencks (1987). Catalysis in Chemistry and Enzymology. Dover Publications. ISBN 0486654605.

## Spoljašnje veze
- Lipid+II:glycine+glycyltransferase на 